# Knihovna Załuských
Knihovna Załuských (polsky Biblioteka Załuskich) byla založena ve Varšavě v letech 1747-1795 Józefem Andrzejem Załuskim a jeho bratrem Andrzejem Stanisławem Załuskim. Knihovna Załuských byla první polská veřejná knihovna, také největší polská knihovna a první veřejná knihovna v Evropě. 

## Historie

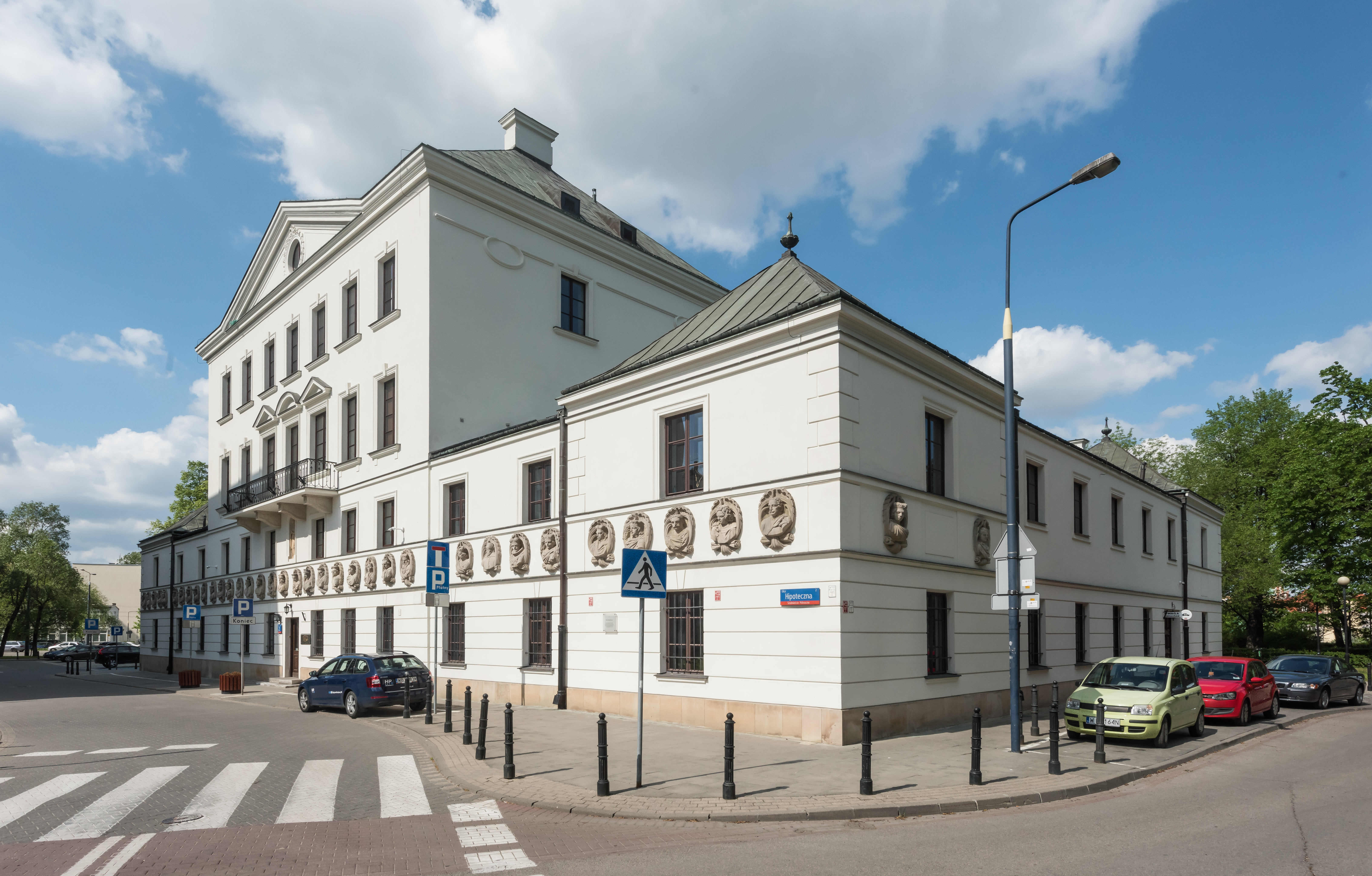
Budova knihovny v současné době

Knihovna Załuských se považuje za první polskou veřejnou knihovnu a jednu z největších knihoven v tehdejší době. V celé Evropě byly jenom dvě nebo tři knihovny s takovou kapacitou. Původně ve fondech knihovny bylo kolem 200 000 položek, postupně se sbírka rozšiřovala a na konce 80. let 18. století dosáhla kolem 400 000 tisků, map a rukopisů.
Po smrti bratrů Załuských knihovnu přejala peče nad knihovnou Komise národní výchovy.
V roce 1794, po potlačení Kościuszkova povstání, byly sbírky knihovny na příkaz carevny Kateřiny II. Veliké konfiskovány ruskou armádou a převezeny do Petrohradu, kde byly z počátku začleněny do carské soukromé knihovny a rok později se staly základem pro nově zřízenou Carskou veřejnou knihovnu. Část sbírky byla poškozena, zničena nebo odcizena v důsledku nesprávného zacházení během přepravy knih do Ruska.
Sbírky byly pak rozptýleny po různých ruských knihovnách a v roce 1821 byla budova knihovny přeměněna na činžovní dům. Část sbírky se vrátila do Polska ještě v 19. století.
V meziválečném období ruská vláda vrátila Polsku část fondu bývalé Knihovna Załuských na základě Rižského míru. Tato část byla pak úplně zničena německými oddíly po potlačení Varšavského povstání v říjnu 1944. Jenom 1800 rukopisů a 30 000 tisků z původní kolekce přetrvalo válku.
Budova byla zničena německými oddíly během druhé světové války. Po válce byla znovu postavena v rámci obnovy Varšavy.
Dnešní Polská národní knihovna se považuje za nástupkyni Knihovny Załuských.